# Paul Ottar Satre
Pour les articles homonymes, voir Satre.
Paul Ottar Satre, né le 9 septembre 1908 et mort le 5 juillet 1984, est un sauteur à ski, coureur du combiné nordique et fondeur américain.

## Biographie
Paul Ottar Sætre est né à Trysil, dans le Hedmark, en Norvège. Il a émigré aux États-Unis. Entre 1930 et 1935, il remporta 17 compétitions de ski. Il a participé au combiné nordique aux Jeux olympiques d'hiver de 1936 à Garmisch-Partenkirchen. Il était un frère de Karl Magnus Satre. Il a pris sa retraite du ski de compétition en 1950. Il a été intronisé au Temple de la renommée du ski américain en 1971. Il est décédé à Lakeville, dans le Connecticut en 1984. 